# ناحیه دیال
ناحیهٔ دْیال (به مجاری: Gyáli járás) یک ناحیه در مجارستان است که در پِشت واقع شده‌است. ناحیهٔ دیال ۱۷۰٫۹۹ کیلومتر مربع مساحت و ۴۰٬۸۵۳ نفر جمعیت دارد.